# Stade Frederic Kibassa Maliba
Het Stade Frederic Kibassa Maliba is een multifunctioneel stadion in Lubumbashi, Congo-Kinshasa. Het werd geopend in 1964 als Stade Albert en is sindsdien een aantal keer van naam veranderd. 
Het stadion wordt vooral gebruikt voor voetbalwedstrijden, de voetbalclub FC Saint Éloi Lupopo maakt gebruik van dit stadion. Ook TP Mazembe maakte gebruik van dit stadion, maar deze club is inmiddels uitgeweken naar een ander stadion, het Stade TP Mazembe. Er is plaats voor 20.000 toeschouwers. Het stadion is vernoemd naar Frédéric Kibassa Maliba, een politicus uit Congo-Kinshasa die onder meer minister van sport was.